# Catocala violenta
Catocala violenta är en fjärilsart som beskrevs av H. Edwards 1880. Catocala violenta ingår i släktet Catocala och familjen nattflyn. Inga underarter finns listade i Catalogue of Life.

## Bildgalleri

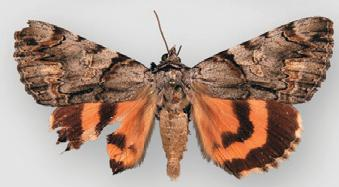
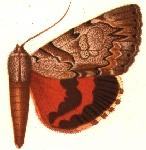